# Anthony Beane
Anthony Beane (ur. 6 maja 1994) – amerykański koszykarz grający na pozycjach rozgrywającego, obecnie zawodnik Acea Virtusu Rzym.
11 grudnia 2018 podpisał umowę z Legią Warszawa. 24 lipca 2018 został zawodnikiem łotewskiego BK Windawa. 28 lutego 2019 dołączył do belgijskiego Proximus Spirou Charleroi.
11 sierpnia 2020 zawarł kontrakt z włoskim Acea Virtusem Rzym.

## Osiągnięcia
Stan na 11 sierpnia 2020, na podstawie, o ile nie zaznaczono inaczej.
NCAA
- Zaliczony do:
  - I składu:
    - konferencji Missouri Valley (MVC – 2016)
    - najlepszych pierwszorocznych zawodników MVC (2013)
    - zawodników, którzy poczynili największy postęp w MVC (2014)

  - II składu MVC (2014, 2015)

Drużynowe
- Mistrz:
  - Bułgarii (2017)
  - ligi estońsko-łotewskiej (2019)
- Wicemistrz Łotwy (2019)
- Finalista pucharu Bułgarii (2017)

Indywidualne
- Uczestnik meczu gwiazd ligi belgijskiej (2019/2020)[7]
- Lider strzelców EBL (2018)[8]